# Sebastian Rumniak
Sebastian Rumniak (ur. 20 stycznia 1985 w Wąbrzeźnie) – polski piłkarz ręczny, rozgrywający, od 2018 zawodnik MKS Grudziądz.

## Kariera sportowa
W latach 2003–2010 był zawodnikiem Wisły Płock, z którą czterokrotnie wywalczył mistrzostwo Polski i trzykrotnie zdobył puchar kraju. W barwach płockiego zespołu występował również w europejskich pucharach (w sezonach 2006/2007 i 2008/2009 zdobył 23 bramki w Lidze Mistrzów). Od 2010 do 2012 grał w Warmii Olsztyn – w sezonie 2010/2011 był najlepszym strzelcem swojego zespołu w Superlidze (rzucił 129 goli). W latach 2012–2013 występował w NMC Powen Zabrze, następnie reprezentował barwy niemieckich: Stralsunder HV i Empor Rostock. Po powrocie do Polski w 2013, występował w Nielbie Wągrowiec i Piotrkowianinie Piotrków Trybunalski. W 2014 podpisał kontrakt z Gwardią Opole, z którą w sezonie 2014/2015 wygrał rozgrywki I ligi.
Występował w reprezentacji Polski. Znalazł się na liście rezerwowej zawodników powołanych na mistrzostwa świata w Niemczech (2007) oraz w szerokiej kadrze na mistrzostwa Europy w Norwegii (2008). Uczestniczył w meczach kwalifikacyjnych do mistrzostw Europy w Austrii (2010) – zagrał m.in. w dwóch wygranych spotkaniach z Turcją w marcu 2009 (30:20; 32:21), w których zdobył pięć bramek.

## Sukcesy
Wisła Płock
- Mistrzostwo Polski: 2004, 2005, 2006, 2008
- Puchar Polski: 2005, 2007, 2008